# 拟水涯狡蛛
拟水涯狡蛛（学名：Dolomedes fimbriatoides）为盗蛛科狡蛛属的动物。分布于日本以及中国大陆的四川、湖南等地。该物种的模式产地在日本。